# Nina Kozłowa
Nina Ołeksandrowna Kozłowa (ukr. Ніна Олександрівна Козлова; ur. 18 marca 1988) – ukraińska szablistka, srebrna medalistka mistrzostw świata.
W 2005 roku zdobyła brąz indywidualnie wśród kadetek na mistrzostwach świata juniorów w Linzu. Na mistrzostwach świata juniorów w Acireale w 2008 roku zdobyła drużynowo złoty medal.
Podczas mistrzostw świata w Petersburgu w 2007 roku Ukrainki w składzie: Olha Charłan, Ołena Chomrowa, Nina Kozłowa i Hałyna Pundyk zdobyły drużynowo srebrny medal. W konkurencji tej była też piąta na mistrzostwach świata w Turynie w 2006 roku.
Ponadto zdobyła srebrne medale w szabli drużynowej na mistrzostwach Europy w Gandawie (2007) i mistrzostwach Europy w Kijowie (2008).
Nigdy nie wzięła udziału w igrzyskach olimpijskich.